# Fats Fernández
Roberto Fats Fernández (Buenos Aires, 1937) es un músico trompetista argentino. Su original manera de interpretar baladas y la capacidad de improvisación lo han hecho merecer elogios no sólo del público, sino también de parte de colegas a los que él mismo admira como Randy Brecker y Jimmy Owens, por citar algunos.
Los álbumes de Fats Fernández están pensados con un criterio de producción, donde las canciones (algunos estándares y otras escritas especialmente para él) brillan por su vena melódica y armónica; mientras que otros solistas intervinientes sirven de tapiz a la interpretación de Fats, a la vez que enriquecen el álbum con sus propios solos.

## Biografía
Nacido en el año 1937, aprendió a tocar una corneta en la banda su escuela primaria. Empezó a tocar la trompeta a la edad de 17 años en el grupo The Georgian's Jazz Band.
Durante su carrera ha tocado junto a una gran cantidad de músicos como el renombrado trompetista Roy Eldridge, Lionel Hampton, Paquito D'Rivera o Michal Urbaniak. También en varios combos latinos como los de Eddie Palmieri, Ray Barreto y Larry Harlow. Y en importantes orquestas como la de Ray Charles, Jorge Anders y el cordobés Buby Lavecchia.
Algunos años después de comenzar a tocar la trompeta, integró el quinteto del destacado saxofonista Leandro Gato Barbieri y el grupo Sanata y Clarificación, liderado por el guitarrista Rodolfo Alchourrón. Durante 1981, cuando Harry James viajó a Buenos Aires para realizar uno de sus últimos conciertos por Argentina, este le regaló a Fats un modelo Harry James de trompeta King (instrumento que utiliza por ejemplo en el tema «Chorinho para el conde», que da comienzo al disco Cuore).
Como músico sesionista intervino en la grabación de más de 300 discos, destacándose entre ellos en la faz jazzística, registros junto a Lionel Hampton, Paquito D'Rivera o Michal Urbaniak. En 1987, Fats Fernández grabó en Nueva York su primer trabajo solista Un trompetista de Buenos Aires. A partir de este año se ha presentado en todas las ediciones de la Anual Brass Conference, que se realiza en la misma ciudad, junto a los más destacados trompetistas en la que se han realizado homenajes a grandes músicos como Shorty Rodgers y Tito Puente.
Su segundo disco, titulado New York sessions & trabajos porteños, fue presentado en 1989. Entre los años 1991 y 1992 formó parte del Festival de Jazz Latino junto a Paquito D'Rivera, Ray Barreto y Astrud Gilberto. Y también compartió el escenario del Village Vanguard con Joe Lovano y la Mel Lewis Orchestra en la edición 91 y, un año después en el mismo sitio junto a Branford Marsalis.
En 1992 obtuvo el premio ACE al mejor disco de jazz con su disco Cuore (editado en 1991). Oportunidad en la que presentó su cuarto disco solista, La música y la vida, en el cual contó con la participación especial del destacado trompetista neoyorquino Wynton Marsalis. Tres años después, Roberto Fats Fernández fue galardonado con dos premios Estrella de Mar: al mejor espectáculo musical «Canción con todos» y al mejor grupo de música popular. En diciembre de ese año recibió también el premio Konnex, entregado por los diez años de trayectoria.
En 1995 recibió el Premio Konex de Platino en la disciplina Jazz Solista. En mayo de 1996 el trompetista participó de la 24th Annual 1996 Brass Conference, compartiendo el escenario con músicos de la talla de David Taylor, Phil Smith, Joe Alessi, Conrad Herwig, Paquito D'Rivera y Don Butterfield. Durante ese año, Fats Fernández también grabó su quinto disco en los estudios del sello Melopea, titulado Tangos & standards.
Un año después se editó un disco como homenaje a sus 60 años, Fats birthday. Y en el año 1998, se realizó un disco homenajeando a uno de sus músicos preferidos, 100 años de Gershwin, junto a grabaciones inéditas del Enrique Mono Villegas.
Cabe destacar que durante su larga carrera también ha realizado jam-sessions junto a Chick Corea, Randy Brecker y Larry Coryell.

## Discografía

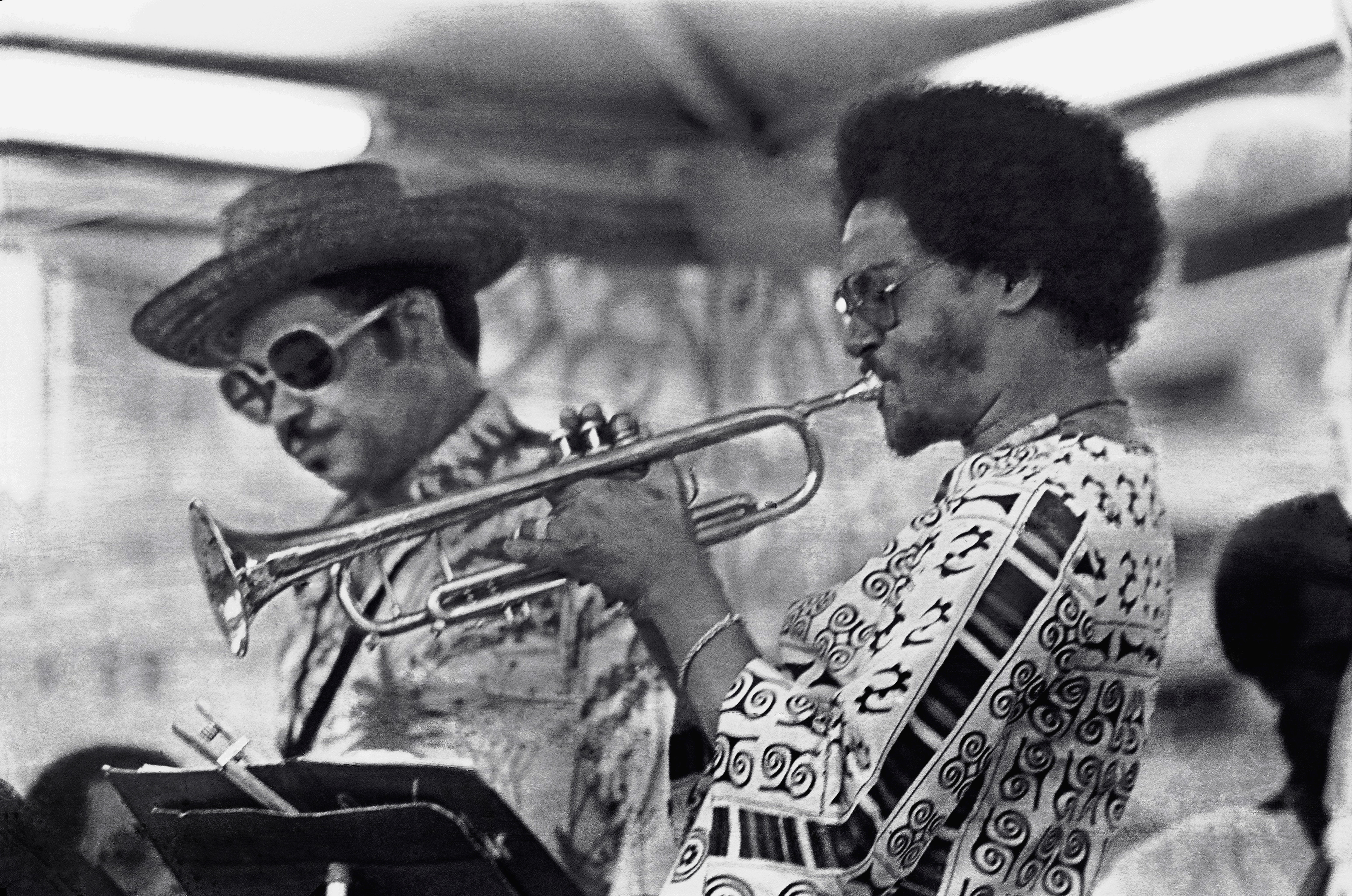
Frank Wess y Jimmy Owens en 1977. Fats Fernández tocó con Owens.

- Un trompetista de Buenos Aires (1987).
- New York sessions & trabajos porteños (1989) con Paquito D'Rivera como invitado.
- Cuore (1991) con la participación de Dizzy Gillespie y Litto Nebbia entre otros.
- La música y la vida (1992) con la participación de Wynton Marsalis.
- Tangos & standards (1996).
- Fats birthday (1997). disco homenaje a sus 60 años de edad.
- 100 años de Gershwin (1998) con grabaciones del Mono Villegas.
- Baladas (2006)